# Ophthalmoborus
Ophthalmoborus är ett släkte av skalbaggar. Ophthalmoborus ingår i familjen vivlar.
Kladogram enligt Catalogue of Life:
| Ophthalmoborus | \| \| Ophthalmoborus testaceus \| \| \| \| |
|                | \| \| Ophthalmoborus testaceus \| \| \| \| |
|                | Ophthalmoborus testaceus                   |
|                |                                            |